# Julius Hermann Schultes
Julius Hermann Schultes (Viena, 4 de febrer de 1804 - † 1 de setembre de 1840, Múnic), va ser un botànic i metge austríac.
Va estudiar a la Universitat de Landshut on obtindria el seu títol de doctor en medicina, i va exercir a Viena. És el coautor del volum 7 de l'edició de Roemer & Schultes del Systema Vegetabilium juntament amb el seu pare Josef August Schultes. Va morir prematurament per tifus.

## Algunes publicacions
- julius hermann Schultes. 1855. Beiträge zur nomenclatur der flora Japans, nebst correctionen und ergänzungen zu den Noms indigènes d'un choix des plantes du Japon et de la Chine. 9 pp.
- carl von Linné, johann jacob Römer, joseph august Schultes, julius hermann Schultes. 1827.  Mantissa … systematis vegetabilium Caroli a Linné …. 3 vols. 761 pp. en línea[Enllaç no actiu]
- jean-baptiste Vitalis, julius hermann Schultes, johann gottfried Dingler, wilhelm heinrich von Kurrer. 1824. Grundriß der Färberei auf Wolle, Seide, Leinen, Hanf und Baumwolle: nebst einem Anhang über die Druckerkunst. Editor In der J.G. Cotta'schen Buchhandlung, 550 pp.